# Pavel Pavlovič Muratov
Pavel Pavlovič Muratov (in russo Па́вел Па́влович Мура́тов?; Bobrov, 3 marzo 1881 – Cappagh, 5 febbraio 1950) è stato uno scrittore e storico dell'arte russo.

## Biografia
Pavel Pavlovič Muratov nacque a Bobrov nell'oblast' di Voronež, il 3 marzo 1881, figlio di Pavel Vladimirovič Muratov, medico militare.
Nel 1906, a Mosca, Pavel Pavlovič Muratov sposò Evgenija Vladimirovna Paganuzzi (1884/1885-1982) e nel 1911 in seconde nozze Ekaterina Sergeevna Urenius (1888-1965), traduttrice dal francese, prima moglie di Boris Grifcov.
Nel 1915 gli nacque il figlio Gavriil.
Muratov si appassionò, assieme al fratello, di politica e di strategia militare e nel 1904, pubblicò articoli di strategia militare, riguardanti la guerra russo-giapponese.
L'attenzione che evidenziò per la politica e per le questioni sociali venne concretizzata con il libro La lotta per il diritto al voto in Inghilterra (1906), dedicato alla struttura politica in Inghilterra.
Nello stesso anno Muratov si dedicò alla critica dell'arte, su numerose riviste: Zolotoe runo (Il vello d'oro), Vesy (La Bilancia) Apollon (Apollo), Starye gody (Gli anni passati) e altre.
Nel 1908 viaggiò in Italia e una volta tornato in patria scrisse Immagini d'Italia, in tre volumi (1911, 1912, 1923), un'opera originale sia nella struttura, basata da descrizioni di luoghi con assieme rievocazioni artistiche storico-critiche, sia nel suo stile, narrativo-coloristico.
Negli anni dieci Muratov si impegnò anche nelle traduzioni di autori italiani del Rinascimento, stampate nel libro Novelle del Rinascimento italiano (1912).
Dopo di che Muratov si interessò alla pittura russa antica, recandosi in numerosi monasteri per trovare materiale artistico antico, utilizzabile per il suo volume Storia dell'arte russa, e per la rivista Sofija, fondata da lui nel 1913.
Muratov partecipò alla prima guerra mondiale, ma proseguì a scrivere, dapprima un libro riguardante la vita di San Fedor Stratilat, e poi sul giornale Russkie vedomosti (Notizie russe) approfondimenti sulla guerra e diversi racconti.
Nel 1918 Muratov tornò a Mosca per dare alle stampe un libro di racconti storici intitolato Geroi i geroini e la traduzione della Rivolta degli Angeli di Anatole France.
Dal 1918 al 1922 Muratov insegnò alla Scuola superiore di belle arti di Mosca, si occupò della conservazione dei beni artistici e delle antichità, e nel 1920 diresse l'Istituto moscovita delle ricerche storico-artistiche e della museologia, oltre che lo Studio Italiano, fondato due anni prima da Odoardo Campa.
Nel 1922 esordì nella drammaturgia con l'opera teatrale Kofejnja, del tutto fuori dalla tradizione teatrale russa, rappresentata lo stesso anno, inoltre pubblicò la raccolta di racconti Magičeskie rasskazy (I racconti magici) e il suo unico romanzo Egerija, ambientato nella Francia del XVIII secolo, che evidenziò la sua ingegnosa versatilità.
Nel 1922 Muratov abbandonò la Russia e si trasferì per qualche anno in Italia, a Roma, prima di spostarsi in Francia nel 1928,e infine in Inghilterra.
A Roma nel 1923 collaborò con Ettore Lo Gatto in una serie di conferenze sull'arte russa antica, effettuò
studi sulla Scuola napoletana del XVII secolo e del XVIII secolo, si dedicò al commercio di quadri e all'attività di stimatore.
Dopo gli anni di soggiorno parigino, si trasferì in Inghilterra, dove pubblicò in inglese, in collaborazione con lo storico Allen, una storia delle guerre caucasiche del XIX secolo ed un'analisi della guerra tedesco-russa nel corso della seconda guerra mondiale.

### Morte
Muratov morì il 5 febbraio o il 5 ottobre 1950 in Irlanda, a Cappagh, nella contea di Waterford.

### Sepoltura
È sepolto nel cimitero vicino alla chiesa cattolica di Ballinameela, nei pressi di Cappagh.

## Opere
- La lotta per il diritto al voto in Inghilterra (1906)
- Immagini dell'Italia I: Venezia - Verso Firenze - Firenze - Città toscane (1911), traduzione di Alessandro Romano, A cura di Rita Giuliani. Con un saggio di Katja Petrowskaja ("I destini dei libri"), Biblioteca Adelphi n.703, Milano, Adelphi, 2019, ISBN 978-88-459-3429-2.
- Immagini dell'Italia II: Roma - Lazio - Napoli e Sicilia (1912), traduzione di Alessandro Romano, A cura di Rita Giuliani., Biblioteca Adelphi n.720, Milano, Adelphi, 2021, ISBN 978-88-459-3583-1.
- Immagini dell'Italia III (1923).
- Novelle del Rinascimento italiano (1912)
- Geroi i geroini (1918)
- Kofejnja (1922)
- I racconti magici (Magičeskie rasskazy)
- Egerija (1922)
- La pittura russa antica (1925)
- Viaggio in Puglia (1925), saggio introduttivo e traduzione di Donatella Di Leo , con una prefazione di Patrizia Deotto , testo russo a fronte , Roma , UniversItalia , 2021
- Teodoro Brenson (1927)
- La pittura bizantina (1928)
- Frate Angelico (1929).